# Alfonso Mestre
Alfonso Mestre (ur. 24 września 2001) – weneuzelski pływak, reprezentant olimpijski na igrzyskach w Tokio.